# Simon Tabermann Uhrenholt
Simon Tabermann Uhrenholt (* 17. Juni 2004) ist ein dänischer Volleyballspieler.

## Karriere
Uhrenholt begann seine Karriere bei Ikast Volley Rams und spielte dort bis 2023. In der Saison 2022/23 wurde er als bester Spieler der dänischen Liga ausgezeichnet. Zur Saison 2023/24 wurde er vom deutschen Bundesligisten VfB Friedrichshafen verpflichtet. Mit dem Verein schied er im DVV-Pokal-Achtelfinale gegen die Berlin Recycling Volleys aus und unterlag demselben Gegner im Playoff-Finale. Der VfB schied im DVV-Pokal 2024/25 im Viertelfinale aus und musste sich im Playoff-Halbfinale geschlagen geben. Auch 2025/26 spielt Uhrenholt für Friedrichshafen.